# موستار
موستار مدينة مهمة بالبوسنة والهرسك، وتُعد العاصمة الثقافية لمنطقة الهرسك. تقع على نهر نرتوا وهي خامس مدن الدولة حجمًا.

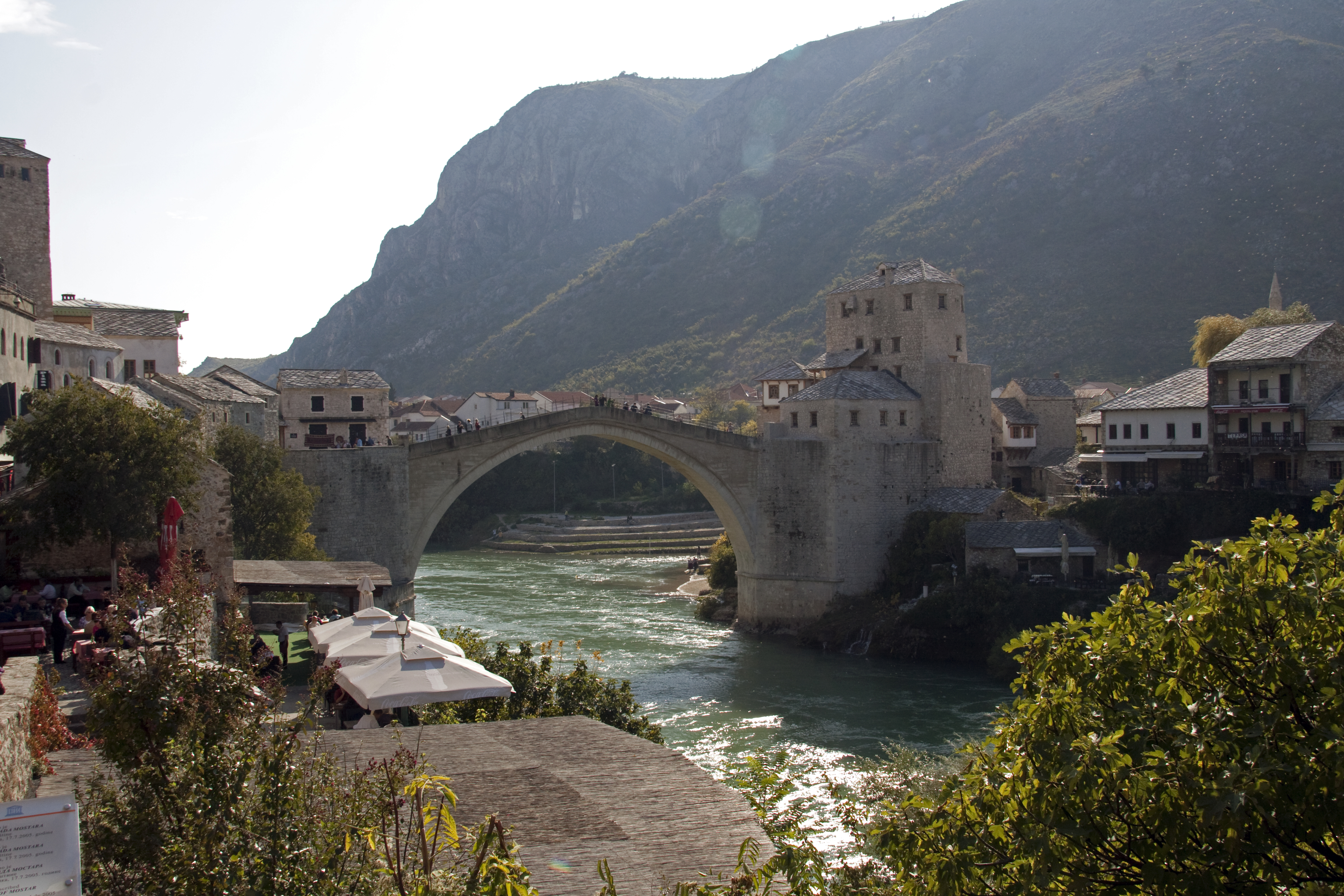
جسر موستار القديم

من أبرز معالمها جسرها القديم.

## المناخ
يظهر الجدول التالي التغييرات المناخية على مدار السنة لموستار:
| البيانات المناخية لـموستار                                 | البيانات المناخية لـموستار | البيانات المناخية لـموستار | البيانات المناخية لـموستار | البيانات المناخية لـموستار | البيانات المناخية لـموستار | البيانات المناخية لـموستار | البيانات المناخية لـموستار | البيانات المناخية لـموستار | البيانات المناخية لـموستار | البيانات المناخية لـموستار | البيانات المناخية لـموستار | البيانات المناخية لـموستار | البيانات المناخية لـموستار |
| الشهر                                                      | يناير                      | فبراير                     | مارس                       | أبريل                      | مايو                       | يونيو                      | يوليو                      | أغسطس                      | سبتمبر                     | أكتوبر                     | نوفمبر                     | ديسمبر                     | المعدل السنوي              |
| ---------------------------------------------------------- | -------------------------- | -------------------------- | -------------------------- | -------------------------- | -------------------------- | -------------------------- | -------------------------- | -------------------------- | -------------------------- | -------------------------- | -------------------------- | -------------------------- | -------------------------- |
| الدرجة القصوى °م (°ف)                                      | 18.2 (64.8)                | 25.0 (77.0)                | 27.6 (81.7)                | 31.5 (88.7)                | 35.6 (96.1)                | 41.2 (106.2)               | 43.0 (109.4)               | 43.1 (109.6)               | 38.8 (101.8)               | 32.5 (90.5)                | 25.5 (77.9)                | 19.4 (66.9)                | 43.1 (109.6)               |
| متوسط درجة الحرارة الكبرى °م (°ف)                          | 8.3 (46.9)                 | 10.8 (51.4)                | 14.6 (58.3)                | 19.0 (66.2)                | 24.0 (75.2)                | 27.6 (81.7)                | 31.1 (88.0)                | 31.2 (88.2)                | 26.9 (80.4)                | 21.0 (69.8)                | 14.5 (58.1)                | 9.7 (49.5)                 | 19.9 (67.8)                |
| المتوسط اليومي °م (°ف)                                     | 4.8 (40.6)                 | 6.6 (43.9)                 | 9.7 (49.5)                 | 13.3 (55.9)                | 18.0 (64.4)                | 21.5 (70.7)                | 24.7 (76.5)                | 24.2 (75.6)                | 20.4 (68.7)                | 15.3 (59.5)                | 10.1 (50.2)                | 6.2 (43.2)                 | 14.6 (58.3)                |
| متوسط درجة الحرارة الصغرى °م (°ف)                          | 1.9 (35.4)                 | 3.2 (37.8)                 | 5.4 (41.7)                 | 8.4 (47.1)                 | 12.5 (54.5)                | 15.8 (60.4)                | 18.6 (65.5)                | 18.4 (65.1)                | 15.3 (59.5)                | 11.2 (52.2)                | 6.7 (44.1)                 | 3.3 (37.9)                 | 10.1 (50.2)                |
| أدنى درجة حرارة °م (°ف)                                    | −10.9 (12.4)               | −9.6 (14.7)                | −6.5 (20.3)                | −1.2 (29.8)                | 3.3 (37.9)                 | 8.0 (46.4)                 | 8.4 (47.1)                 | 9.6 (49.3)                 | 6.4 (43.5)                 | −0.1 (31.8)                | −4.8 (23.4)                | −7.8 (18.0)                | −10.9 (12.4)               |
| الهطول مم (إنش)                                            | 164.7 (6.48)               | 153.2 (6.03)               | 150.0 (5.91)               | 127.3 (5.01)               | 102.1 (4.02)               | 77.9 (3.07)                | 44.8 (1.76)                | 73.7 (2.90)                | 96.3 (3.79)                | 153.5 (6.04)               | 199.9 (7.87)               | 178.9 (7.04)               | 1٬522٫5 (59.94)            |
| متوسط أيام هطول الأمطار (≥ 0.1 mm)                         | 12.5                       | 12.1                       | 12.4                       | 13.0                       | 12.3                       | 11.6                       | 7.4                        | 7.4                        | 8.2                        | 10.3                       | 13.4                       | 13.1                       | 133.8                      |
| متوسط الأيام المثلجة (≥ 1.0 cm)                            | 2.9                        | 1.5                        | 0.6                        | 0.0                        | 0.0                        | 0.0                        | 0.0                        | 0.0                        | 0.0                        | 0.0                        | 0.1                        | 1.2                        | 6.3                        |
| متوسط الرطوبة النسبية (%)                                  | 65.9                       | 63.3                       | 61.0                       | 61.8                       | 62.7                       | 61.2                       | 52.7                       | 53.7                       | 60.1                       | 65.2                       | 69.3                       | 67.4                       | 62.0                       |
| ساعات سطوع الشمس الشهرية                                   | 109.3                      | 117.5                      | 155.3                      | 173.9                      | 222.7                      | 252.1                      | 322.8                      | 296.2                      | 230.7                      | 186.8                      | 116.6                      | 102.8                      | 2٬286٫5                    |
| المصدر: Meteorological Institute of Bosnia and Herzegovina |                            |                            |                            |                            |                            |                            |                            |                            |                            |                            |                            |                            |                            |

## توأمة
لموستار اتفاقيات توأمة مع كل من:
- أنطاليا
- عمان
- أرسولي
- هايدلبرغ
- إزمير (1996 - )[6]
- كابوشفار
- قيصرية
- أوركدال
- كراغوييفاتس
- ميلو
- مونتيغروتو تيرمي
- سبليت
- Tutin, Serbia [الإنجليزية]‏
- فايله
- فوكوفار
- ينشوان
- هكاري
- Mogliano Veneto [الإنجليزية]‏
- Vejle Municipality [الإنجليزية]‏
- فلورنسا

## أعلام
- محمد موجيتش
- بويان بوغدانوفيتش
- رالف ك. هوفر
- دوزان باجيفيتش
- سرديان بيتر
- زوران بلانينيتش
- سيرغي بارباريز

## وصلات خارجية
- بوابة البوسنة والهرسك باللغة العربية